# Hamtramck (Michigan)
Pour les articles homonymes, voir Hamtramck.
Hamtramck est une ville située dans l’État américain du Michigan, dans le comté de Wayne. Elle est enclavée dans la ville de Détroit, partageant ses frontières municipales avec celle-ci et la ville d'Highland Park. Selon le recensement de 2000, la population est de 22 976 habitants.
La ville est dénommée d'après Jean-François Hamtramck, officier canadien français qui a participé à la guerre d'indépendance des États-Unis.

## Géographie
Hamtramck s'étend sur environ 2,1 milles carrés (5,4 km2),. Elle constitue avec Highland Park une enclave dans la ville de Détroit.
Du fait de sa faible superficie, Hamtramck est la ville la plus densément peuplée du Michigan. Son urbanisme est principalement composé d'anciennes usines et de petites maisons à un étage, collées les unes aux autres,.

## Histoire

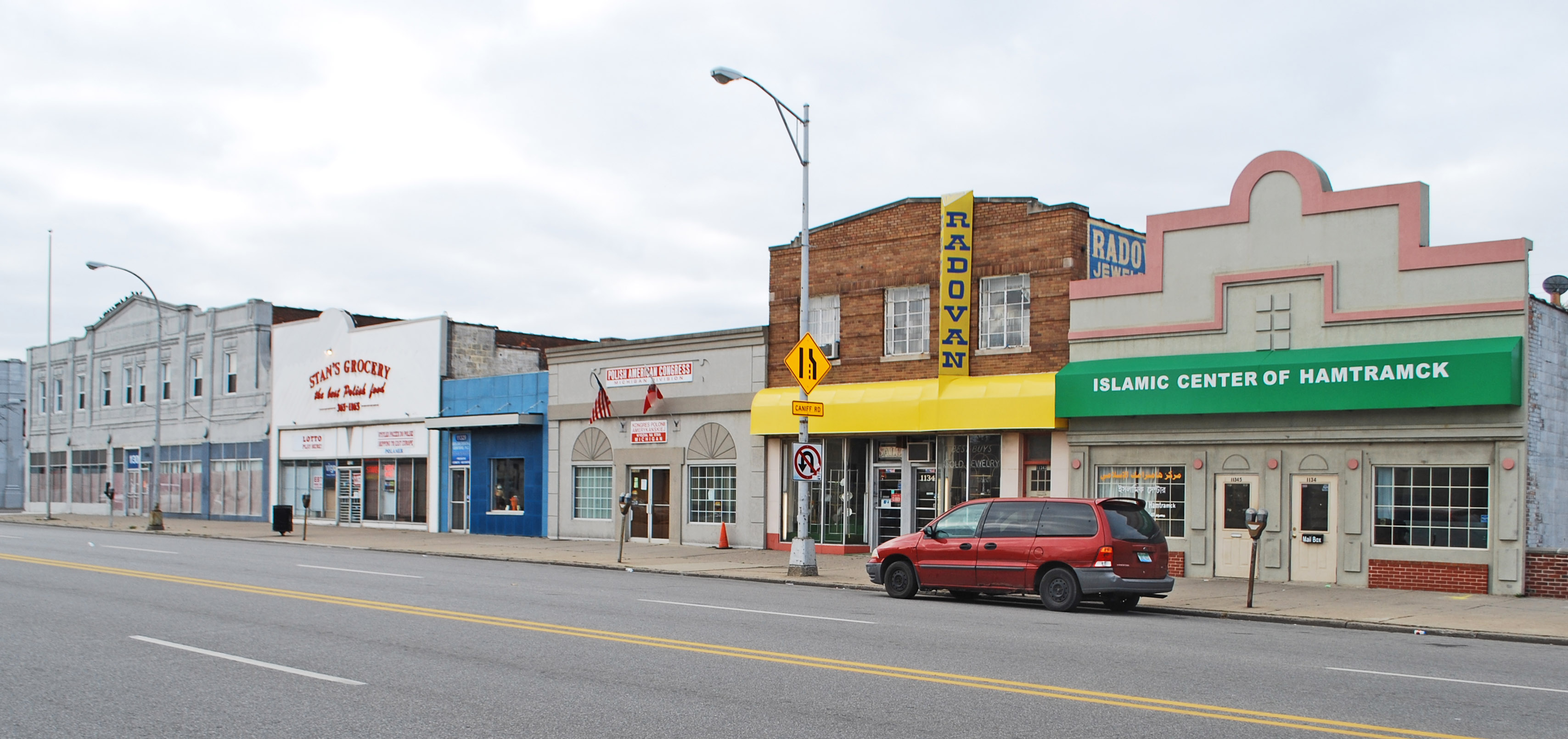
Des commerces, les locaux d'une association polonaise et un centre islamique dans le centre-ville.

Habitée dès le XVIIIe siècle et nommée en l'honneur de Jean-François Hamtramck, la ville est d'abord une communauté de fermiers allemands.
Hamtramck devient une municipalité (« village ») en 1891, alors que la ville voisine de Détroit s'étend de plus en plus. En 1922, elle acquiert le statut de « city » pour éviter toute annexion par Détroit,.
Au XXe siècle, Hamtramck est une ville industrielle portée par General Motors. Sa population est majoritairement composée de Polono-Américains. La ville est alors surnommée « La Petite Varsovie » du Michigan (en anglais : Michigan's Little Warsaw),. En 1969, le cardinal Karol Wojtyla visite la ville. Il s'y rend à nouveau en 1987 après être devenu le pape Jean-Paul II. Une statue commémore cet événement dans le parc du pape (Pope Park).
À partir des années 1970, Hamtramck voit sa population changer. En 1970, près de 90 % de sa population est encore d'origine polonaise. Toutefois, la ville est touchée par la crise industrielle, poussant de nombreuses usines à fermer. Les Polono-Américains quittent alors la ville pour les banlieues de Détroit. Elle devient l'une des villes les plus pauvres de l'État. Des immigrés originaires principalement du Bangladesh et du Yémen s'installent alors,. La ville est alors décrite comme un modèle de vivre-ensemble.
Au XXIe siècle, elle devient la première ville américaine à majorité musulmane. Conséquence de cette évolution, son conseil municipal est entièrement composé d'élus musulmans à partir du 2 janvier 2022. Pour la première fois de son histoire, la ville élit un maire qui n'est pas d'origine polonaise, Amer Ghalib, 43 ans, avec 67 % des voix.
En juin 2023, une décision du conseil municipal d'exclure les drapeaux ethniques, religieux, raciaux et politiques, dont le drapeau arc-en-ciel LGBT, sur les propriétés de la ville détériore les relations entre les résidents de gauche, qui avaient célébré l'élection d'un conseil à majorité musulmane, et la mairie. Le maire soutient qu'il essaye de gouverner équitablement pour tout le monde, mais déclare que les partisans LGBTQ+ ont attisé la tension en « forçant leur agenda sur les autres ».
Une part des habitants LGBTQIA+ témoigne désormais se sentir rejeté par la nouvelle municipalité et par son maire.

## Démographie

### Structure de la population
La population de Hamtramck est relativement jeune. Selon l’American Community Survey de 2019, l'âge médian y est de 28 ans contre 40 ans dans le Michigan. Près d'un tiers de la population a moins de 18 ans.
Hamtramck est une ville pauvre : le revenu médian par foyer est ainsi de 27 166 dollars (contre 59 584 dollars à l'échelle de l'État) et 46,5 % de sa population vit sous le seuil de pauvreté (contre 13 %). Le taux d'emploi y est de 20 points inférieur au reste du Michigan (38,8 % contre 58,7 %).

### Origine ethnique et langue
Centre traditionnel de la communauté polonaise de l'aire métropolitaine de Détroit, Hamtramck a vu une grande partie de sa population d'origine polonaise remplacée par des immigrés d'Asie et du Moyen-Orient. Selon l’American Community Survey de 2019, environ 41 % de la population de Hamtramck sont nés à l'étranger, contre 7 % dans l'ensemble du Michigan. De même, moins de 7 % des habitants à présent sont d'origine polonaise.
| Groupe                           | Hamtramck | Michigan | États-Unis |
| -------------------------------- | --------- | -------- | ---------- |
| Blancs                           | 53,6      | 79,0     | 72,4       |
| Asiatiques                       | 21,5      | 2,4      | 4,8        |
| Afro-Américains                  | 19,3      | 14,2     | 12,6       |
| Métis                            | 4,7       | 2,3      | 2,9        |
| Autres                           | 0,6       | 1,5      | 6,4        |
| Amérindiens                      | 0,3       | 0,6      | 0,9        |
| Total                            | 100       | 100      | 100        |
|                                  |           |          |            |
| Hispaniques et Latino-Américains | 1,5       | 4,4      | 16,7       |

Selon l’American Community Survey pour la période 2011-2015, 34,31 % de la population âgée de plus de 5 ans déclare parler l'anglais à la maison, 25,60 % déclare parler l'arabe, 21,04 % le bengali, 6,31 % le serbo-croate, 4,25 % le polonais, 1,29 % une langue africaine, 1,07 % l'albanais, 0,89 % le tagalog, 0,56 % l'espagnol, 0,53 % le russe et 4,06 % une autre langue.

### Religion

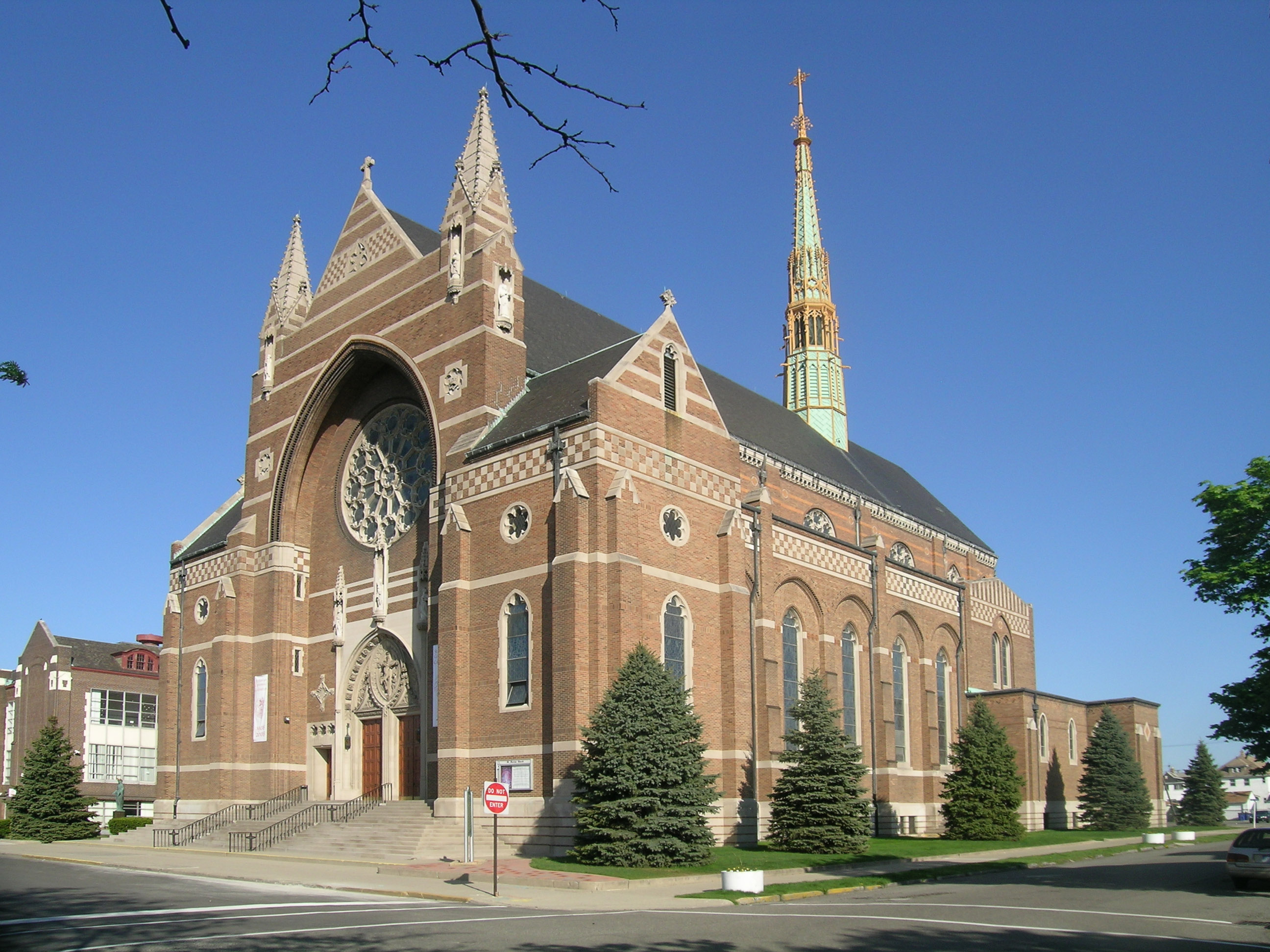
L'église Saint-Florian.

Longtemps polonaise, Hamtramck abrite une importante église catholique, l'église Saint-Florian. Dans les années 2010, elle accueille encore des messes en polonais. On y trouve aussi l'une des principales églises grecques-catholiques ukrainiennes de la région, fondée en 1944.
Devenue majoritairement musulmane au XXIe siècle, la ville compte une douzaine de mosquées. En 2004, le conseil municipal autorise les mosquées à lancer l'appel à la prière dans l'espace public.

## Politique et administration
La ville est dirigée par un système à gérance municipale. Le conseil est formé de six membres, dont le maire, élus pour un mandat de quatre ans.

## Culture et patrimoine

### Festivités
Le Mardi Gras polonais est une fête célèbre de la ville, où l'on mange beaucoup de pączki (beignets). Il est surnommé « le jour pączki » selon ses habitants polonais.

### Monuments
- Église Saint-Florian, inscrite au Registre national des lieux historiques
- Église grecque-catholique ukrainienne
- Hamtramck Disneyland (en)